# Stadtkreisgericht

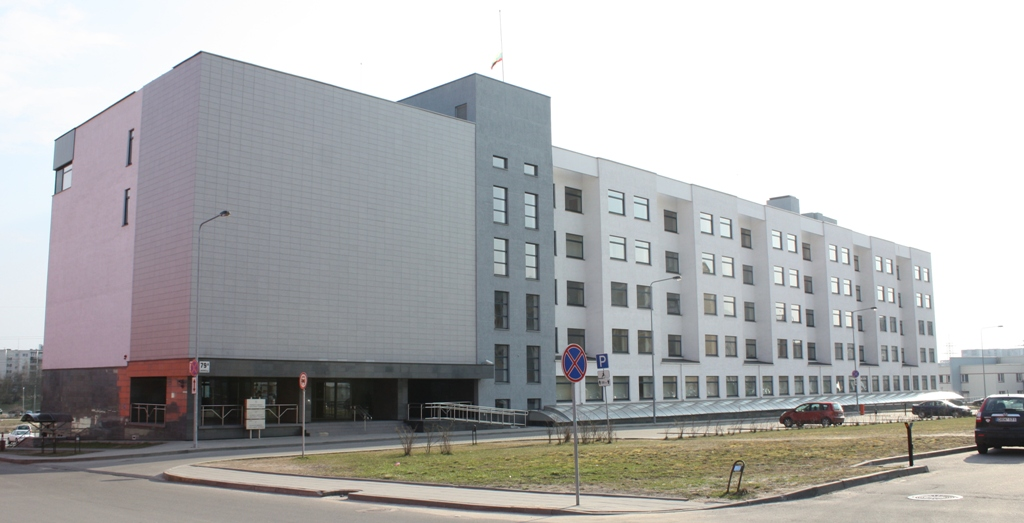
Das Gebäude von drei Stadtkreisgerichten Vilnius

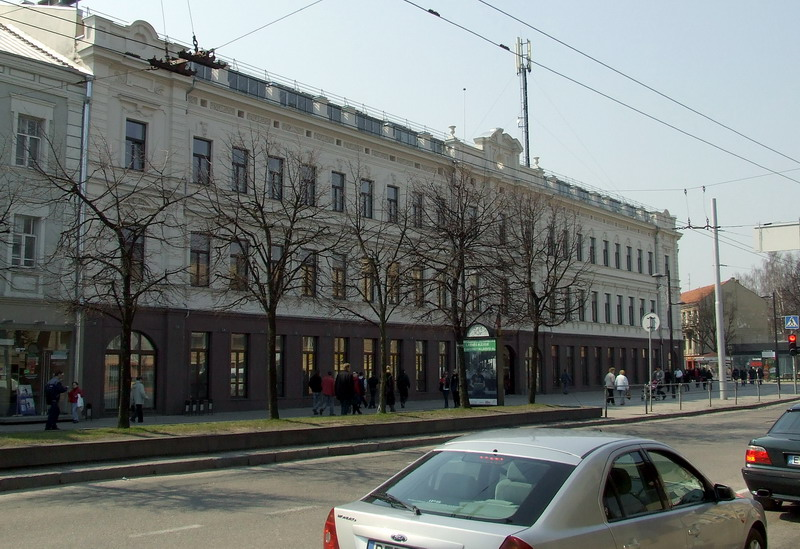
Stadtkreisgericht Kaunas

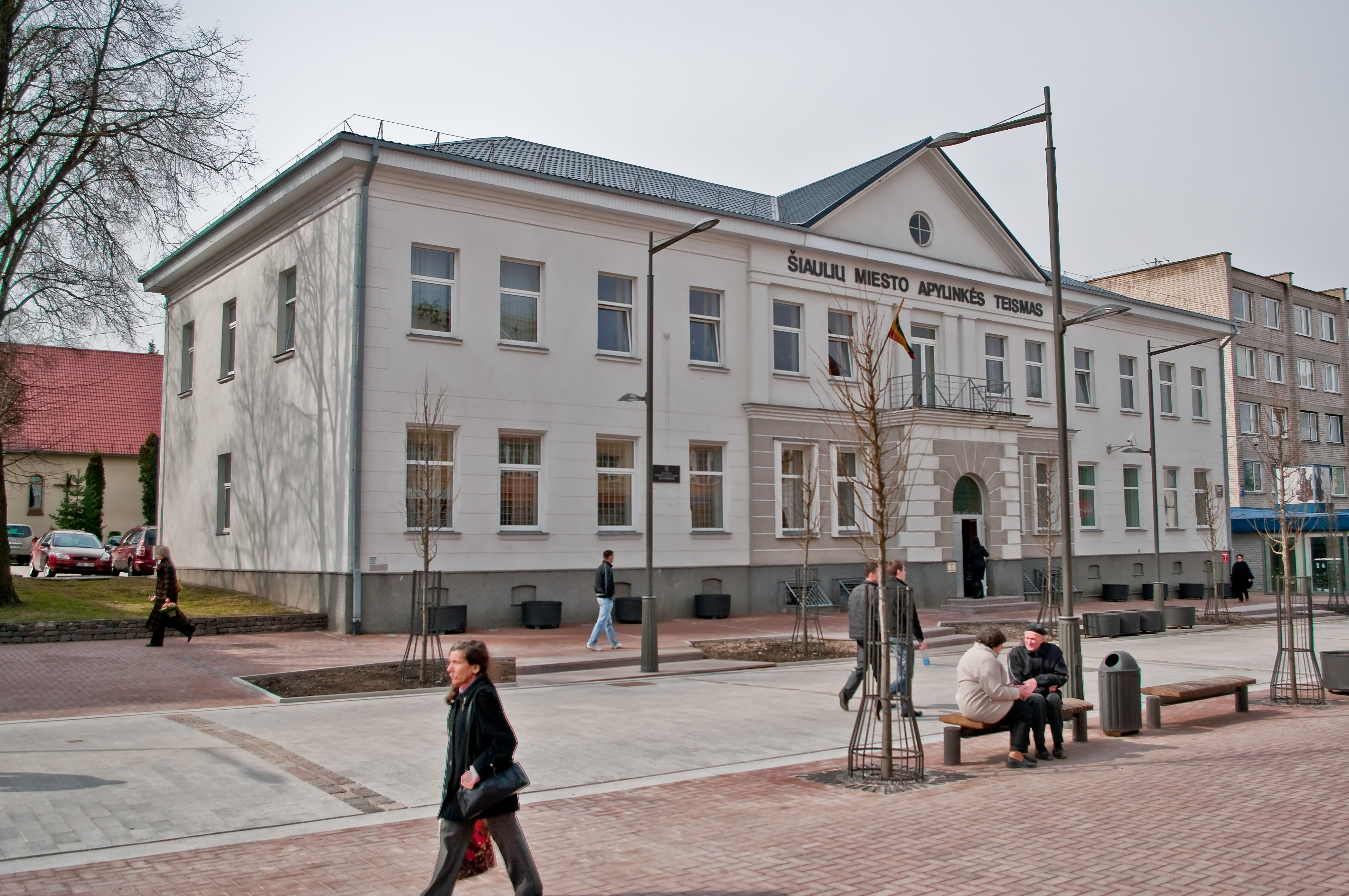
Stadtkreisgericht Šiauliai

Das Stadtkreisgericht ist ein Kreisgericht in Litauen. Stadtkreisgerichte gibt es in der litauischen Hauptstadt Vilnius, in der ehemaligen provisorischen litauischen Hauptstadt Kaunas, in den litauischen Großstädten wie Šiauliai, Klaipėda und Panevėžys (im Nordlitauen) sowie in der Kurortstadt Druskininkai. Das zuständige Territorium des Stadtkreisgerichts ist eine entsprechende Stadtgemeinde. Ausnahmen gab es in Vilnius: hier teilte man früher das Territorium der Stadtgemeinde in 4. Kreisgerichtsbezirke (für entsprechende 4 Stadtkreisgerichte).

## Stadtkreisgerichte
- Stadtkreisgericht Druskininkai
- Stadtkreisgericht Vilnius
- Stadtkreisgericht Kaunas
- Stadtkreisgericht Klaipėda
- Stadtkreisgericht Šiauliai
- Stadtkreisgericht Palanga
- Stadtkreisgericht Panevėžys
- Stadtkreisgericht Visaginas

Ehemalige
- Erstes Stadtkreisgericht Vilnius
- Zweites Stadtkreisgericht Vilnius
- Drittes Stadtkreisgericht Vilnius
- Viertes Stadtkreisgericht Vilnius